# Fałdoskórkon indomalajski
Fałdoskórkon indomalajski, gekon fałdoskóry, gekon łopatoogonowy (Gekko kuhli) – gatunek jaszczurki z rodziny gekonowatych (Gekkonidae).

## Wygląd
Niewielki gekon o charakterystycznym wyglądzie. Głowa duża, płaska, trójkątna z dużymi oczami o pionowej źrenicy. Oczy są pozbawione ruchomych powiek. Przez grzbiet biegną pręgi ciemniejszego koloru. Ubarwienie ciała od beżowego przez szary do ciemnobrązowego (prawie czarnego). Jego ciało jest silnie grzbietobrzusznie spłaszczone. Najbardziej charakterystyczną cechą tego gekona są fałdy skórne (na brzuchu podwijane) biegnące przez całą długość ciała, od głowy aż po czubek ogona. Na ogonie fałdy podzielone są na segmenty. Ogon potrafi zwijać się w pętle, co pomaga w poruszaniu. Skóra gekona jest pokryta wyjątkowo drobną łuską, prawie nie wyczuwalną palcem. Palce posiadają przylgi (lamelle) i są zakończone pazurkami. Między palcami występuje błona, powiększająca powierzchnię nośną gekona podczas lotu.
Rozmiary : Dorasta do 20 cm długości (max. 22 cm)

Długość życia : Żyje ok. 8 lat (w niewoli ok. 10)

Pokarm : Zwierzęcy (świerszcze, karaczany, szarańcza)

Aktywny : Jaszczurka aktywna w nocy (pionowa źrenica)

Dymorfizm płciowy : Widoczny po czasie ok. 3 miesięcy od wyklucia

## Zasięg występowania
Zamieszkuje w południowo-wschodniej Azji (Indonezja, Półwysep Indochiński, Półwysep Malajski oraz wyspy Archipelagu Malajskiego, Tajlandia, Mjanma, Malezja). Spotyka go się w gęstych lasach tropikalnych, gdzie lubuje przebywać w koronach drzew i na ich pniach. Przemieszczanie ułatwia mu możliwość lotu ślizgowego.

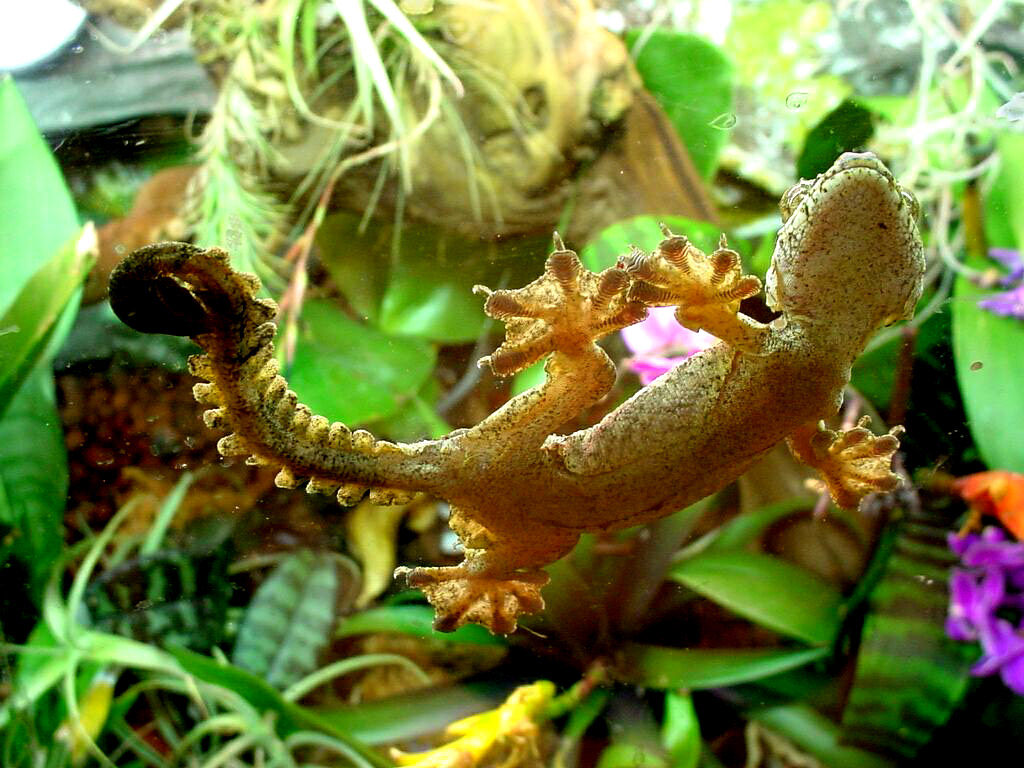
Gekon fałdoskóry na szybie

## Zachowanie
Gatunek bardzo płochliwy względem człowieka. Podczas hodowli trudny do oswojenia. Zaniepokojony może ugryźć lub odrzucić ogon.  Niewskazane jest branie go na ręce ani niepotrzebne stresowanie. Ten gatunek gekona najlepiej obserwować w terrarium. Jego zachowanie i wygląd są bardzo ciekawe. Potrafi się maskować niezwykle skutecznie i dobrze skacze, przez co trudno go złapać.

## Pożywienie
Zjada różnego rodzaju i rozmiaru owady. W hodowli karmimy głównie świerszczami, rzadziej mącznikami, niewielkimi karaczanami, ćmami itp. Trzeba pamiętać, że owady z odłowu mogą przenosić pasożyty, grzyby czy roztocza. Również, aby regularnie w niewielkich dawkach podawać wapń i witaminy dla prawidłowego rozwoju.

## Terrarium
Terrarium najlepiej typu wertykalnego (wysokie) ze względu na wspinaczkę. Wentylowane. Optymalne wymiary 80/50/100 cm (długość/głębokość/wysokość), im większe tym bardziej komfortowo będą się czuły.  Przynajmniej jedna a najlepiej wszystkie ściany z korka. Obowiązkowo mata grzewcza lub kamienie podgrzewane. Jako podłoże najlepiej stosować włókno kokosowe. Ważne jest, by posiadało wiele kryjówek. 
- Oświetlenie: promiennik podczerwieni (50/75 W), zależnie od wielkości terrarium. Lampy UVB nie są wymagane.
- Temperatura : 26–30 °C, punktowo nawet do 38 °C (noc 22–25 °C)
- Wilgotność powietrza : Na poziomie 70% (2 razy dziennie lub częściej zwilżamy terrarium)